# Celeste Perrault
Celeste Perrault is een personage uit de soapserie Days of our Lives. De rol wordt sinds 1994 gespeeld door Tanya Boyd. Ze speelde de rol op regelmatige basis van 1994 tot 1999 en verdween dan enkele maanden uit beeld om daarna terug te keren op sporadische basis. Van tijd tot tijd is er een verhaallijn waarbij Celeste een sleutelrol speelt vanwege haar speciale gave; Celeste krijgt soms visioenen die de toekomst voorspellen.

## Personagebeschrijving
Celeste werd geïntroduceerd in april 1994 als vertrouwelinge van Stefano DiMera en voormalige minnares op de Maison Blanche plantage in New Orleans. Celeste bewaakte John Black, die door Stefano gevangengenomen werd. Celeste kreeg medelijden met hem. Ze was ook heel jaloers op Marlena Evans, waar Stefano een boontje voor had en ze stak Maison Blanche in brand.
Celeste verhuisde naar Salem en het werd bekend dat Celeste haar echte naam Frankie Brooks was en dat ze de tante was van Lexie Brooks Carver. In 1996 ontdekte Lexie dat Celeste eigenlijk haar natuurlijke moeder was en dat ze haar had afgestaan aan haar zuster Grace. Sindsdien is Celeste uit de greep van Stefano gebleven.
Na een gevecht met Kristen Blake werd Celeste per ongeluk ingespoten met het tegengif voor de junglegekte, waar Kristens broer Peter aan leed. Als een gezond iemand hier mee werd ingespoten kreeg die echter junglegekte. Kort daarna werd Kristen dood teruggevonden en Laura Horton was de hoofdverdachte in de moord. Celeste was getuige van de moord, maar kon zich er niets meer van herinneren. Nadat Stefano ontdekte dat ze junglegekte had zorgde hij voor een tegengif. Celeste kon zich nu alles herinneren en ging naar het proces waar ze verklaarde dat ze gezien had dat Laura op Kristen geschoten had en dat die neerviel, maar nadat Laura weg was stond Kristen gewoon weer op.
Hierna ging ze voor Vivian Alamain werken als bediende, samen met Ivan Marais en hielp haar met de oprichting van een concurrerend bedrijf voor Titan Industries. Celeste en Ivan waren erg wantrouwig toen Stefano toenadering zocht tot Vivian en omdat Vivian ineens stemmingswisselingen had, door toedoen van Stefano.
In 1999 verdween Celeste enkele maanden uit beeld en kwam dan terug, maar was niet meer zo prominent aanwezig als daarvoor. Nadat Vivian en Ivan Salem verlieten dook Celeste steeds minder vaak op en als ze te zien het was meestal bij haar dochter Lexie.
In 2003 kreeg Celeste een visioen dat haar schoonzoon Abe Carver vermoord zou worden en die voorspelling kwam helaas uit. Tijdens Halloween voelde ze dat er weer iemand vermoord zou worden en diezelfde avond werd Maggie Horton vermoord. Net voor ze naar de begrafenis van Abe, Maggie en Jack Deveraux ging kreeg ze een nieuw visioen waarin ze een vierde kist zag staan waarop de naam van Caroline Brady verscheen. Even later in de kerk viel het licht uit en toen het terug aan ging stond er een vierde kist met de naam Caroline Brady op. Caroline overleed nog diezelfde dag. Op de wake van Caroline sprak Carolines geest met Celeste en ze zei tegen haar dat John Marlena zou vermoorden. Celeste wist niet goed wat ze moest doen omdat niemand zou geloven dat John zijn geliefde Marlena zou vermoorden en dat er met Thanksgiving nog iemand zou sterven. Op Salem Place kreeg Celeste een visioen dat er bloed uit een piñata kwam en even later viel daar het lijk van Cassie Brady uit. Op het politiekantoor hoorde Sami Brady Celeste in zichzelf praten over de voorspelling van Caroline ze beschuldigde John meteen. Bij haar dochter Lexie hield Celeste een seance waarbij Abe uit het geestenrijk werd teruggehaald, ook hij voorspelde dat John Marlena ging vermoorden. Uiteindelijk zou de voorspelling uitkomen, maar niet omdat John de seriemoordenaar was, maar wel Marlena en John stopte haar. Kort daarna bleek dat dit alles een spel was van Tony DiMera (in feite André DiMera) en dat iedereen nog leefde en gevangen zat op een eiland.